# Irreemplazable
Irreemplazable је пета компилација поп певачице Бијонсе Ноулс издата 28. август 2007. године. Издавач је компанија Columbia Records.

## Списак песама
CD
1. "Amor Gitano" (featuring Alejandro Fernández) 3:47
2. "Oye" ("Listen" Spanish Version) 3:40
3. "Irreplaceable" ("Irreplaceable" Spanish version) 3:47
4. "Bello Embustero" ("Beautiful Liar" Spanish Version) 3:20
5. "Beautiful Liar" (Remix featuring Шакира) 3:01
6. "Beautiful Liar" (Spanglish Version featuring Sasha a.k.a. Beyoncé) 3:19
7. "Irreplaceable" (Nortena Remix) 3:52
8. "Get Me Bodied" (Timbaland Remix featuring Voltio) 6:12

DVD
- Behind The Scenes Footage

Beyoncé en Español:
"La Evolución Latina de Beyoncé" (Beyoncé's Latin Evolution)
- Music Video

"Get Me Bodied" (Timbaland Remix) featuring Voltio